# Manuel Aróztegui
Manuel Gregorio Aróztegui (* 4. Januar 1888 in Montevideo; † 14. November 1938 in Buenos Aires) war ein uruguayischer Tangopianist und Komponist.
Aróztegui wuchs in Buenos Aires auf. Er lernte Gitarre, Mandoline und Geiger und hatte schließlich Klavierunterricht bei Carlos Hernani Macchi. 1912 trat er mit dem Geiger Paulino Facciona und dem Bandoneonisten Manuel Firpo im Café El Maratón auf. In den folgenden drei Jahren war er im El Capuchino engagiert. Dort wurde seine erste Komposition, der Tango El apache argentino uraufgeführt, außerdem auch der von Celestino Reynoso Basavilbaso komponierte gleichnamige Tango. Ein weiterer Tango Arózteguis aus dieser Zeit, den er dem Schauspieler Florencio Parravicini widmete, war El Cachafaz. Von ihm stammt auch die Niederschrift von Pedro Dattas El aeroplana.
Seine letzte Komposition war Vengan muchachos nach einem Text von Luis Rubistein. Sie entstand 1934 und wurde vom Orchester Julio De Caros aufgenommen. Nach einem Schlaganfall 1936 waren sein rechter Arm und sein rechtes Bein gelähmt. 1938 starb er in Buenos Aires an den Folgen eines Herzinfarkts.

## Kompositionen
- El apache argentino, Tango
- El Cachafaz, Tango
- Paraná, Tango
- Hasta la hacienda baguala, Tango
- Don Daniel, Tango
- En la rambla, Tango
- La gigolette, Tango
- Champagne tango, Tango
- El granuja, Tango
- El jai-leife, Tango
- Más o menos, Tango
- El apache argentino, Walzer
- Confidencia, Walzer
- La regalona, Polka
- Amalia, Polka
- Bon soir, Twostep für Klavier
- A mi china, Cifra criolla
- Vengan muchachos, Tango